# Osborne (Pennsilvània)
|  | Per a altres significats, vegeu «Osborne». |

Osborne és una població dels Estats Units a l'estat de Pennsilvània. Segons el cens del 2000 tenia 566 habitants.

## Demografia
Segons el cens del 2000, Osborne tenia 566 habitants, 216 habitatges, i 168 famílies. La densitat de població era de 485,6 habitants/km².
Dels 216 habitatges en un 37% hi vivien nens de menys de 18 anys, en un 67,1% hi vivien parelles casades, en un 7,4% dones solteres, i en un 22,2% no eren unitats familiars. En el 19,4% dels habitatges hi vivien persones soles el 9,7% de les quals corresponia a persones de 65 anys o més que vivien soles. El nombre mitjà de persones vivint en cada habitatge era de 2,61 i el nombre mitjà de persones que vivien en cada família era de 2,97.
Per edats la població es repartia de la següent manera: un 27,7% tenia menys de 18 anys, un 3,2% entre 18 i 24, un 21% entre 25 i 44, un 32,5% de 45 a 60 i un 15,5% 65 anys o més.
L'edat mediana era de 44 anys. Per cada 100 dones de 18 o més anys hi havia 87,6 homes.
La renda mediana per habitatge era de 64.375 $ i la renda mediana per família de 71.667 $. Els homes tenien una renda mediana de 65.455 $ mentre que les dones 41.875 $. La renda per capita de la població era de 50.169 $. Entorn del 8% de les famílies i el 10,8% de la població estaven per davall del llindar de pobresa.

## Poblacions més properes
El següent diagrama mostra les poblacions més properes.